# 美月ひなこ
美月 ひなこ（みつき ひなこ、1985年3月14日- ）は、日本のAV女優。

## 作品

### アダルトビデオ
2004年
- ザ・カメラテスト そんなにナメるのうまいんならちょっと交替しろよ、石川!（7月21日、アテナ映像）他出演:星野まゆ、石川かすみ、森下さやか、鈴木あみ、橘愛美
- 黒髪の巨乳少女（9月9日、ヒビノ）
- エクソダス ゴールド20（9月17日、ワイルドサイド）
- 芽生え おじさんの悪戯（10月15日、桃太郎映像）
- 第二次うんこ大戦（10月15日、バッキービジュアルプランニング）
- 巨乳シェイク vol.4（12月10日、ジャパン）
- 痴少女（12月16日、ヒビノ）

2005年
- レズ攻撃…レズ反撃!!AV業界の女番長・姫川麗やられる…（1月6日、アイエナジー）共演:姫川麗、坂口陽子
- おっぱい7フィーバー（3月18日、シャイ企画）他出演:石田ゆりあ、橘利美、HINAKO、川島みなみ、RIRICO、甘衣ここあ
- 糞力 4（3月18日、グローリークエスト）他出演:春日つばさ
- 近親相姦
- 家庭教師調教
- うんこ大戦スペシャル